# Rouvres-les-Vignes

Rouvres-les-Vignes este o comună în departamentul Aube din nord-estul Franței. În 1 ianuarie 2022 avea o populație de 114 de locuitori.